# Trichoniscus vandeli
Trichoniscus vandeli is een pissebed uit de familie Trichoniscidae. De wetenschappelijke naam van de soort is voor het eerst geldig gepubliceerd in 1996 door Tabacaru.